# Liga Europa da UEFA de 2019–20 – Fase de Grupos
A Fase de Grupos da Liga Europa da UEFA de 2019–20 será disputada entre 19 de setembro até 12 de dezembro de 2019. Um total de 48 equipes vão competir nesta fase. Os vencedores e segundos colocados de cada grupo avançaram a fase seguinte. No total 32 equipes participam desta fase. Os vencedores e segundos colocados de cada grupo avançam para a fase final.

## Sorteio
O sorteio para a fase de grupos foi realizado em Mônaco no dia 30 de agosto de 2019.
A fase de grupos conta com 48 times distribuídos em 12 grupos de 4 times cada. Os times se enfrentam em partidas de ida e volta dentro dos seus grupos e os dois primeiros se classificam para a fase dezesseis-avos de final, onde eles se juntarão os oito terceiros classificados da fase de grupos da Liga dos Campeões da UEFA de 2019–20. As 48 equipes foram divididas em quatro potes com base no Ranking da UEFA, com a restrição que as equipes do mesmo país não podem ser tiradas uns contra os outros.
Em cada grupo, as equipes jogam entre si em duelos em casa e fora. As partidas estão marcadas para: 19 de setembro, 3 de outubro, 24 de outubro, 7 de novembro, 28 de novembro e 12 de dezembro de 2019.
| Pote 1            | Coef.   |
| ----------------- | ------- |
| Sevilla           | 104.000 |
| Arsenal           | 101.000 |
| Porto             | 93.000  |
| Roma              | 81.000  |
| Manchester United | 78.000  |
| Dínamo de Kiev    | 65.000  |
| Beşiktaş          | 62.000  |
| Basel             | 54.500  |
| Sporting          | 50.000  |
| CSKA Moscou       | 48.000  |
| Wolfsburg         | 40.000  |
| Lazio             | 37.000  |

| Pote 2                   | Coef.  |
| ------------------------ | ------ |
| PSV Eindhoven            | 37.000 |
| Krasnodar                | 34.500 |
| Celtic                   | 31.000 |
| København                | 31.000 |
| Braga                    | 31.000 |
| Gent                     | 29.500 |
| Borussia Mönchengladbach | 29.000 |
| Young Boys               | 27.500 |
| Astana                   | 27.500 |
| Ludogorets               | 27.000 |
| APOEL                    | 25.000 |
| Eintracht Frankfurt      | 24.500 |

| Pote 3              | Coef.  |
| ------------------- | ------ |
| Saint-Étienne       | 23.000 |
| Qarabağ             | 22.000 |
| Feyenoord           | 22.000 |
| Getafe              | 20.713 |
| Espanyol            | 20.713 |
| Malmö               | 20.000 |
| Partizan            | 18.000 |
| Standard de Liège   | 17.500 |
| Wolverhampton       | 17.092 |
| Rennes              | 11.699 |
| Rosenborg           | 11.500 |
| İstanbul Başakşehir | 10.500 |

| Pote 4               | Coef.  |
| -------------------- | ------ |
| AZ Alkmaar           | 10.500 |
| Vitória de Guimarães | 9.646  |
| Trabzonspor          | 8.000  |
| Oleksandriya         | 7.780  |
| F91 Dudelange        | 6.250  |
| LASK                 | 6.250  |
| Wolfsberger          | 6.250  |
| Slovan Bratislava    | 6.000  |
| Lugano               | 6.000  |
| Rangers              | 5.250  |
| Cluj                 | 3.500  |
| Ferencváros          | 3.500  |

## Critérios de desempate
Se duas ou mais equipes terminarem iguais em pontos no final dos jogos do grupo, os seguintes critérios serão aplicados para determinar o ranking (em ordem
decrescente):
1. maior número de pontos obtidos nos jogos entre as equipes em questão;
2. saldo de gols superior dos jogos disputados entre as equipes em questão;
3. maior número de gols marcados nos jogos disputados entre as equipes em questão;
4. maior número de gols marcados fora de casa nos jogos disputados entre as equipes em questão;
5. se, após a aplicação dos critérios de 1) a 4) para várias equipes, duas equipes ainda têm um ranking igual, os critérios de 1) a 4) serão reaplicados para

determinar o ranking destas equipes;
1. saldo de gols de todos os jogos disputados no grupo;
2. maior número de gols marcados em todos os jogos disputados no grupo;
3. maior número de pontos acumulados pelo clube em questão, bem como a sua associação, ao longo das últimas cinco temporadas.

## Grupos
Os vencedores e os segundos classificados do grupo avançam para a fase dezesseis-avos de final. Todas as partidas seguem o fuso horário da Europa Central (UTC+1).
| Legenda                                 |
| Equipes classificadas para a fase final |
| Equipes eliminadas                      |

#### Grupo A
| Pos. | Equipe        | Pts | J | V | E | D | GP | GC | SG  |
| ---- | ------------- | --- | - | - | - | - | -- | -- | --- |
| 1    | Sevilla       | 15  | 6 | 5 | 0 | 1 | 14 | 3  | +11 |
| 2    | APOEL         | 10  | 6 | 3 | 1 | 2 | 10 | 8  | +2  |
| 3    | Qarabağ       | 5   | 6 | 1 | 2 | 3 | 8  | 11 | -3  |
| 4    | F91 Dudelange | 4   | 6 | 1 | 1 | 4 | 8  | 18 | -10 |

|               | SEV | APO | QRB | DUD |
| ------------- | --- | --- | --- | --- |
| Sevilla       |     | 1–0 | 2–0 | 3–0 |
| APOEL         | 1–0 |     | 2–1 | 3–4 |
| Qarabağ       | 0–3 | 2–2 |     | 1–1 |
| F91 Dudelange | 2–5 | 0–2 | 1-4 |     |

| 19 de setembro de 2019 | APOEL                                     | 3 – 4     | F91 Dudelange                             | Estádio GSP, Nicósia                        |
| 18:55                  | Pavlović 54', 58' · De Vincenti 56' (pen) | Relatório | Sinani 36', 82' · Bernier 51' · Stolz 72' | Público: 9 313 Árbitro: MDA Dumitru Muntean |

| 19 de setembro de 2019 | Qarabağ | 0 – 3     | Sevilla                                       | Estádio Tofiq Bahramov, Baku                   |
| 18:55                  |         | Relatório | Hernández 62' · Munir 78' · Óliver Torres 85' | Público: 30 826 Árbitro: UKR Yevhen Aranovskyi |

| 3 de outubro de 2019 | Sevilla       | 1 – 0     | APOEL | Estádio Ramón Sánchez Pizjuán, Sevilha   |
| 21:00                | Hernández 17' | Relatório |       | Público: 30 008 Árbitro: HOL Bas Nijhuis |

| 3 de outubro de 2019 | F91 Dudelange | 1 – 4     | Qarabağ                                                                 | Stade Josy Barthel, Luxemburgo          |
| 21:00                | Bernier 90'   | Relatório | Zoubir 11' · Míchel 30' · Richard Almeida 37' (pen) · Dani Quintana 69' | Público: 3 005 Árbitro: ESC John Beaton |

| 24 de outubro de 2019 | Qarabağ                        | 2 – 2     | APOEL                          | Estádio Tofiq Bahramov, Baku             |
| 18:55                 | Dani Quintana 13' · Ailton 58' | Relatório | Medvedev 29' · Hallenius 45+1' | Público: 30 824 Árbitro: SVK Filip Glova |

| 24 de outubro de 2019 | Sevilla                      | 3 – 0     | F91 Dudelange | Estádio Ramón Sánchez Pizjuán, Sevilha             |
| 21:00                 | Vázquez 48', 75' · Munir 78' | Relatório |               | Público: 26 165 Árbitro: GRE Anastasios Papapetrou |

| 7 de novembro de 2019 | APOEL                   | 2 – 1     | Qarabağ      | Estádio GSP, Nicósia                               |
| 18:55                 | Souza 59' · Ioannou 88' | Relatório | Medvedev 10' | Público: 9 432 Árbitro: AUT Manuel Schuettengruber |

| 7 de novembro de 2019 | F91 Dudelange   | 2 – 5     | Sevilla                               | Stade Josy Barthel, Luxemburgo                      |
| 18:55                 | Sinani 69', 80' | Relatório | Dabbur 17', 36' · Munir 27', 33', 67' | Público: 2 848 Árbitro: ISL Vilhjalmur Thorarinsson |

| 28 de novembro de 2019 | F91 Dudelange | 0 – 2     | APOEL                        | Stade Josy Barthel, Luxemburgo              |
| 21:00                  |               | Relatório | Matić 12' (Pen) · Merkis 43' | Público: 2 912 Árbitro: ITA Gianluca Rocchi |

| 28 de novembro de 2019 | Sevilla                | 2 – 0     | Qarabağ | Estádio Ramón Sánchez Pizjuán, Sevilha         |
| 21:00                  | Gil 61' · Dabbur 90+2' | Relatório |         | Público: 19 803 Árbitro: SWE Mohammed Al-Hakim |

| 12 de dezembro de 2019 | APOEL     | 1 – 0     | Sevilla | Estádio GSP, Nicósia                         |
| 18:55                  | Savić 61' | Relatório |         | Público: 5 608 Árbitro: MNE Nikola Dabanović |

| 12 de dezembro de 2019 | Qarabağ     | 1 – 1     | F91 Dudelange | Estádio Tofiq Bahramov, Baku              |
| 18:55                  | Gueye 90+1' | Relatório | Bougrine 63'  | Público: 5 823 Árbitro: EST Kristo Tohver |

#### Grupo B
| Pos. | Equipe         | Pts | J | V | E | D | GP | GC | SG |
| ---- | -------------- | --- | - | - | - | - | -- | -- | -- |
| 1    | Malmö          | 11  | 6 | 3 | 2 | 1 | 8  | 6  | +2 |
| 2    | København      | 9   | 6 | 2 | 3 | 1 | 5  | 4  | +1 |
| 3    | Dínamo de Kiev | 7   | 6 | 1 | 4 | 1 | 7  | 7  | 0  |
| 4    | Lugano         | 3   | 6 | 0 | 3 | 3 | 2  | 5  | –3 |

|                | DKV | KØB | MAL | LUG |
| -------------- | --- | --- | --- | --- |
| Dínamo de Kiev |     | 1–1 | 1–0 | 1–1 |
| København      | 1–1 |     | 0–1 | 1–0 |
| Malmö          | 4–3 | 1–1 |     | 2–1 |
| Lugano         | 0–0 | 0–1 | 0–0 |     |

| 19 de setembro de 2019 | København          | 1 – 0     | Lugano | Estádio Parken, Copenhague                   |
| 18:55                  | Michael Santos 50' | Relatório |        | Público: 18 240 Árbitro: POR Fábio Veríssimo |

| 19 de setembro de 2019 | Dínamo de Kiev | 1 – 0     | Malmö | Estádio Olímpico de Kiev, Kiev                  |
| 18:55                  | Buyalskyi 84'  | Relatório |       | Público: 17 159 Árbitro: MKD Aleksandar Stavrev |

| 3 de outubro de 2019 | Malmö         | 1 – 1     | København     | Stadion, Malmo                             |
| 21:00                | Rosenberg 55' | Relatório | Nielsen 45+5' | Público: 19 884 Árbitro: ALE Deniz Aytekin |

| 3 de outubro de 2019 | Lugano | 0 – 0     | Dínamo de Kiev | Kybunpark, São Galo                    |
| 21:00                |        | Relatório |                | Público: 1 281 Árbitro: FRA Karim Abed |

| 24 de outubro de 2019 | Dínamo de Kiev | 1 – 1     | København   | Estádio Olímpico de Kiev, Kiev                |
| 21:00                 | Shabanov 53'   | Relatório | Sotiriou 2' | Público: 21 202 Árbitro: TUR Halil Umut Meler |

| 24 de outubro de 2019 | Malmö                         | 2 – 1     | Lugano     | Stadion, Malmo                          |
| 21:00                 | Berget 13' (Pen) · Molins 32' | Relatório | Gerndt 50' | Público: 16 789 Árbitro: IRL Rob Harvey |

| 7 de novembro de 2019 | København | 1 – 1     | Dínamo de Kiev | Estádio Parken, Copenhague                |
| 18:55                 | Stage 4'  | Relatório | Verbič 70'     | Público: 23 166 Árbitro: HUN Tamás Bognar |

| 7 de novembro de 2019 | Lugano | 0 – 0     | Malmö | Kybunpark, São Galo                           |
| 18:55                 |        | Relatório |       | Público: 1 875 Árbitro: GEO Giorgi Kruashvili |

| 28 de novembro de 2019 | Lugano | 0 – 1     | København   | Kybunpark, São Galo                       |
| 21:00                  |        | Relatório | Thomsen 27' | Público: 1 281 Árbitro: RUS Aleksei Eskov |

| 28 de novembro de 2019 | Malmö                                           | 4 – 3     | Dínamo de Kiev                             | Stadion, Malmo                              |
| 21:00                  | Bengtsson 2' · Rosenberg 48', 90+6' · Rakip 57' | Relatório | Mykolenko 18' · Tsygankov 39' · Verbič 77' | Público: 19 224 Árbitro: CZE Pavel Královec |

| 12 de dezembro de 2019 | København | 0 – 1     | Malmö                      | Estádio Parken, Copenhague                |
| 18:55                  |           | Relatório | Papagiannopoulos 77' (g.c) | Público: 32 941 Árbitro: ITA Davide Massa |

| 12 de dezembro de 2019 | Dínamo de Kiev  | 1 – 1     | Lugano      | Estádio Olímpico de Kiev, Kiev              |
| 18:55                  | Tsygankov 90+4' | Relatório | Aratore 45' | Público: 15 774 Árbitro: AZE Aliyar Aghayev |

#### Grupo C
| Pos. | Equipe      | Pts | J | V | E | D | GP | GC | SG |
| ---- | ----------- | --- | - | - | - | - | -- | -- | -- |
| 1    | Basel       | 13  | 6 | 4 | 1 | 1 | 12 | 4  | +8 |
| 2    | Getafe      | 12  | 6 | 4 | 0 | 2 | 8  | 4  | +4 |
| 3    | Krasnodar   | 9   | 6 | 3 | 0 | 3 | 7  | 11 | –4 |
| 4    | Trabzonspor | 1   | 6 | 0 | 1 | 5 | 3  | 11 | –9 |

|             | BAS | KRA | GET | TRA |
| ----------- | --- | --- | --- | --- |
| Basel       |     | 5–0 | 2–1 | 2–0 |
| Krasnodar   | 1–0 |     | 1–2 | 3–1 |
| Getafe      | 0–1 | 3–0 |     | 1–0 |
| Trabzonspor | 2–2 | 0–2 | 0–1 |     |

| 19 de setembro de 2019 | Basel                                                     | 5 – 0     | Krasnodar | St. Jakob-Park, Basileia                        |
| 18:55                  | Bua 9', 40' · Zuffi 52' · Vilhena 55' (g.c.) · Okafor 79' | Relatório |           | Público: 14 127 Árbitro: FIN Mattias Gestranius |

| 19 de setembro de 2019 | Getafe    | 1 – 0     | Trabzonspor | Coliseum Alfonso Pérez, Getafe        |
| 18:55                  | Ángel 18' | Relatório |             | Público: 5 786 Árbitro: SVN Matej Jug |

| 3 de outubro de 2019 | Trabzonspor                      | 2 – 2     | Basel                   | Medical Park Stadyumu, Trabzon              |
| 21:00                | Abdulkadir Parmak 26' · Sosa 78' | Relatório | Widmer 20' · Okafor 80' | Público: 23 867 Árbitro: ITA Marco Di Bello |

| 3 de outubro de 2019 | Krasnodar | 1 – 2     | Getafe         | Krasnodar Stadium, Krasnodar            |
| 21:00                | Ari 69'   | Relatório | Ángel 36', 61' | Público: 20 035 Árbitro: CRO Ivan Bebek |

| 24 de outubro de 2019 | Getafe | 0 – 1     | Basel    | Coliseum Alfonso Pérez, Getafe             |
| 21:00                 |        | Relatório | Frei 18' | Público: 6 213 Árbitro: FRA Jérôme Brisard |

| 24 de outubro de 2019 | Trabzonspor | 0 – 2     | Krasnodar                | Medical Park Stadyumu, Trabzon              |
| 21:00                 |             | Relatório | Berg 49' · Vilhena 90+2' | Público: 26 405 Árbitro: AUT Harald Lechner |

| 7 de novembro de 2019 | Basel                | 2 – 1     | Getafe         | St. Jakob-Park, Basileia                  |
| 18:55                 | Cabral 8' · Frei 60' | Relatório | Mata 45' (Pen) | Público: 26 298 Árbitro: UKR Serhiy Boiko |

| 7 de novembro de 2019 | Krasnodar                                                      | 3 – 1     | Trabzonspor    | Krasnodar Stadium, Krasnodar                |
| 18:55                 | Serkan Asan 27' (g.c.) · Manuel Fernandes 34' · Ignatyev 90+3' | Relatório | Nwakaeme 90+4' | Público: 21 669 Árbitro: FRA Benoît Bastien |

| 28 de novembro de 2019 | Krasnodar     | 1 – 0     | Basel | Krasnodar Stadium, Krasnodar              |
| 16:50                  | Ari 72' (Pen) | Relatório |       | Público: 22 826 Árbitro: SCO Bobby Madden |

| 28 de novembro de 2019 | Trabzonspor | 0 – 1     | Getafe   | Medical Park Stadyumu, Trabzon                |
| 16:50                  |             | Relatório | Mata 50' | Público: 11 465 Árbitro: LVA Andris Treimanis |

| 12 de dezembro de 2019 | Basel                    | 2 – 0     | Trabzonspor | St. Jakob-Park, Basileia                        |
| 21:00                  | Widmer 21' · Stocker 72' | Relatório |             | Público: 17 921 Árbitro: MKD Aleksandar Stavrev |

| 12 de dezembro de 2019 | Getafe                                | 3 – 0     | Krasnodar | Coliseum Alfonso Pérez, Getafe             |
| 21:00                  | Cabrera 76' · Molina 78' · Kenedy 86' | Relatório |           | Público: 9 389 Árbitro: GER Daniel Siebert |

#### Grupo D
| Pos. | Equipe        | Pts | J | V | E | D | GP | GC | SG |
| ---- | ------------- | --- | - | - | - | - | -- | -- | -- |
| 1    | LASK          | 13  | 6 | 4 | 1 | 1 | 11 | 4  | +7 |
| 2    | Sporting      | 12  | 6 | 4 | 0 | 2 | 11 | 7  | +4 |
| 3    | PSV Eindhoven | 8   | 6 | 2 | 2 | 2 | 9  | 12 | -3 |
| 4    | Rosenborg     | 1   | 6 | 0 | 1 | 5 | 3  | 11 | -8 |

|               | SCP | PSV | ROS | LAS |
| ------------- | --- | --- | --- | --- |
| Sporting      |     | 4–0 | 1–0 | 2–1 |
| PSV Eindhoven | 3–2 |     | 1–1 | 0–0 |
| Rosenborg     | 0–2 | 1–4 |     | 1–2 |
| LASK          | 3–0 | 4–1 | 1–0 |     |

| 19 de setembro de 2019 | LASK          | 1 – 0     | Rosenborg | Linzer Stadion, Linz                        |
| 18:55                  | Holland 45+3' | Relatório |           | Público: 12 179 Árbitro: LTU Donatas Rumšas |

| 19 de setembro de 2019 | PSV Eindhoven                                 | 3 – 2     | Sporting                                     | Philips Stadion, Eindhoven                 |
| 18:55                  | Malen 19' · Coates 25' (g.c.) · Baumgartl 48' | Relatório | Bruno Fernandes 38' (pen) · Pedro Mendes 82' | Público: 30 000 Árbitro: SVK Ivan Kružliak |

| 3 de outubro de 2019 | Sporting                                | 2 – 1     | LASK      | Estádio José Alvalade, Lisboa              |
| 21:00                | Luiz Phellype 58' · Bruno Fernandes 63' | Relatório | Raguž 16' | Público: 31 225 Árbitro: LUX Alain Durieux |

| 3 de outubro de 2019 | Rosenborg     | 1 – 4     | PSV Eindhoven                             | Lerkendal Stadion, Trondheim                  |
| 21:00                | Adegbenro 70' | Relatório | Rosario 14' · Meling 38' · Malen 41', 79' | Público: 10 296 Árbitro: TUR Halil Umut Meler |

| 24 de outubro de 2019 | PSV Eindhoven | 0 – 0     | LASK | Philips Stadion, Eindhoven                  |
| 21:00                 |               | Relatório |      | Público: 29 000 Árbitro: ENG Chris Kavanagh |

| 24 de outubro de 2019 | Sporting    | 1 – 0     | Rosenborg | Estádio José Alvalade, Lisboa                |
| 21:00                 | Bolasie 70' | Relatório |           | Público: 27 671 Árbitro: BEL Lawrence Visser |

| 7 de novembro de 2019 | LASK                                       | 4 – 1     | PSV Eindhoven    | Linzer Stadion, Linz                       |
| 18:55                 | Ranftl 56' · Frieser 60' · Klauss 78', 82' | Relatório | Schwaab 5' (Pen) | Público: 12 658 Árbitro: ROU Radu Petrescu |

| 7 de novembro de 2019 | Rosenborg | 0 – 2     | Sporting                         | Lerkendal Stadion, Trondheim              |
| 18:55                 |           | Relatório | Coates 16' · Bruno Fernandes 38' | Público: 11 018 Árbitro: SCO Kevin Clancy |

| 28 de novembro de 2019 | Rosenborg   | 1 – 2     | LASK                        | Lerkendal Stadion, Trondheim                  |
| 21:00                  | Johnsen 45' | Relatório | Goiginger 20' · Frieser 54' | Público: 9 775 Árbitro: GEO Giorgi Kruashvili |

| 28 de novembro de 2019 | Sporting                                                        | 4 – 0     | PSV Eindhoven | Estádio José Alvalade, Lisboa              |
| 21:00                  | Luiz Phellype 9' · Bruno Fernandes 16', 64' (Pen) · Mathieu 43' | Relatório |               | Público: 30 146 Árbitro: ISR Orel Grinfeld |

| 12 de dezembro de 2019 | LASK                                         | 3 – 0     | Sporting | Linzer Stadion, Linz                        |
| 18:55                  | Trauner 23' · Klauss 38' (Pen) · Raguž 90+3' | Relatório |          | Público: 11 627 Árbitro: SCO William Collum |

| 12 de dezembro de 2019 | PSV Eindhoven | 1 – 1     | Rosenborg   | Philips Stadion, Eindhoven                  |
| 18:55                  | Ihattaren 63' | Relatório | Helland 22' | Público: 24 000 Árbitro: RUS Vitali Meshkov |

#### Grupo E
| Pos. | Equipe | Pts | J | V | E | D | GP | GC | SG |
| ---- | ------ | --- | - | - | - | - | -- | -- | -- |
| 1    | Celtic | 13  | 6 | 4 | 1 | 1 | 10 | 6  | +4 |
| 2    | Cluj   | 12  | 6 | 4 | 0 | 2 | 6  | 4  | +2 |
| 3    | Lazio  | 6   | 6 | 2 | 0 | 4 | 6  | 9  | -3 |
| 4    | Rennes | 4   | 6 | 1 | 1 | 4 | 5  | 8  | -3 |

|        | LAZ | CEL | REN | CLU |
| ------ | --- | --- | --- | --- |
| Lazio  |     | 1–2 | 2–1 | 1–0 |
| Celtic | 2–1 |     | 3–1 | 2–0 |
| Rennes | 2–0 | 1–1 |     | 0–1 |
| Cluj   | 2–1 | 2–0 | 1–0 |     |

| 19 de setembro de 2019 | Rennes          | 1 – 1     | Celtic             | Roazhon Park, Rennes                            |
| 18:55                  | Niang 38' (pen) | Relatório | Christie 59' (pen) | Público: 27 026 Árbitro: ESP José María Sánchez |

| 19 de setembro de 2019 | Cluj                        | 2 – 1     | Lazio      | Stadionul Dr. Constantin Rădulescu, Cluj-Napoca |
| 18:55                  | Deac 41' (pen) · Omrani 75' | Relatório | Bastos 25' | Público: 9 222 Árbitro: POL Daniel Stefanski    |

| 3 de outubro de 2019 | Lazio                               | 2 – 1     | Rennes    | Estádio Olímpico, Roma                    |
| 21:00                | Milinković-Savić 63' · Immobile 75' | Relatório | Morel 55' | Público: 13 072 Árbitro: UKR Serhiy Boyko |

| 3 de outubro de 2019 | Celtic                        | 2 – 0     | Cluj | Celtic Park, Glasgow                        |
| 21:00                | Édouard 20' · Elyounoussi 59' | Relatório |      | Público: 56 172 Árbitro: ALE Daniel Siebert |

| 24 de outubro de 2019 | Celtic                     | 2 – 1     | Lazio       | Celtic Park, Glasgow                    |
| 21:00                 | Christie 67' · Jullien 89' | Relatório | Lazzari 40' | Público: 56 172 Árbitro: CRO Ivan Bebek |

| 24 de outubro de 2019 | Rennes | 0 – 1     | Cluj    | Roazhon Park, Rennes                       |
| 21:00                 |        | Relatório | Deac 9' | Público: 27 330 Árbitro: RUS Aleksei Eskov |

| 7 de novembro de 2019 | Lazio       | 1 – 2     | Celtic                     | Estádio Olímpico, Roma                      |
| 18:55                 | Immobile 7' | Relatório | Forrest 38' · Ntcham 90+5' | Público: 26 155 Árbitro: GER Tobias Stieler |

| 7 de novembro de 2019 | Cluj       | 1 – 0     | Rennes | Stadionul Dr. Constantin Rădulescu, Cluj-Napoca |
| 18:55                 | Rondón 87' | Relatório |        | Público: 11 067 Árbitro: POR Tiago Martins      |

| 28 de novembro de 2019 | Celtic                                     | 3 – 1     | Rennes    | Celtic Park, Glasgow                     |
| 21:00                  | Morgan 22' · Christie 45+1' · Johnston 74' | Relatório | Hunou 89' | Público: 56 172 Árbitro: NOR Espen Eskås |

| 28 de novembro de 2019 | Lazio      | 1 – 0     | Cluj | Estádio Olímpico, Roma                    |
| 21:00                  | Correa 24' | Relatório |      | Público: 7 604 Árbitro: TUR Ali Palabıyık |

| 12 de dezembro de 2019 | Cluj                     | 2 – 0     | Celtic | Stadionul Dr. Constantin Rădulescu, Cluj-Napoca |
| 18:55                  | Burcă 49' · Djoković 70' | Relatório |        | Público: 12 890 Árbitro: TUR Halis Özkahya      |

| 12 de dezembro de 2019 | Rennes           | 2 – 0     | Lazio | Roazhon Park, Rennes                          |
| 18:55                  | Gnagnon 31', 97' | Relatório |       | Público: 25 082 Árbitro: SRB Srdjan Jovanović |

#### Grupo F
| Pos. | Equipe               | Pts | J | V | E | D | GP | GC | SG |
| ---- | -------------------- | --- | - | - | - | - | -- | -- | -- |
| 1    | Arsenal              | 11  | 6 | 3 | 2 | 1 | 14 | 7  | +7 |
| 2    | Eintracht Frankfurt  | 9   | 6 | 3 | 0 | 3 | 8  | 10 | -2 |
| 3    | Standard de Liège    | 8   | 6 | 2 | 2 | 2 | 8  | 10 | -2 |
| 4    | Vitória de Guimarães | 5   | 6 | 1 | 2 | 3 | 7  | 10 | -3 |

|                      | ARS | FRA | SDL | VDG |
| -------------------- | --- | --- | --- | --- |
| Arsenal              |     | 1–2 | 4–0 | 3–2 |
| Eintracht Frankfurt  | 0–3 |     | 2–3 | 2–3 |
| Standard de Liège    | 2–2 | 2–1 |     | 2–0 |
| Vitória de Guimarães | 1–1 | 0–1 | 1–1 |     |

| 19 de setembro de 2019 | Eintracht Frankfurt | 0 – 3     | Arsenal                                 | Commerzbank-Arena, Frankfurt am Main      |
| 18:55                  |                     | Relatório | Willock 38' · Saka 85' · Aubameyang 88' | Público: 47 000 Árbitro: ITA Davide Massa |

| 19 de setembro de 2019 | Standard de Liège               | 2 – 0     | Vitória de Guimarães | Estádio de Sclessin, Liège                 |
| 18:55                  | Hanin 66' (g.c.) · M'Poku 90+1' | Relatório |                      | Público: 13 477 Árbitro: RUS Sergey Ivanov |

| 3 de outubro de 2019 | Vitória de Guimarães | 0 – 1     | Eintracht Frankfurt | Estádio D. Afonso Henriques, Guimarães     |
| 21:00                |                      | Relatório | N'Dicka 36'         | Público: 15 187 Árbitro: ROU Radu Petrescu |

| 3 de outubro de 2019 | Arsenal                                          | 4 – 0     | Standard de Liège | Emirates Stadium, Londres                   |
| 21:00                | Martinelli 13', 16' · Willock 22' · Ceballos 57' | Relatório |                   | Público: 58 725 Árbitro: SUI Sandro Schärer |

| 24 de outubro de 2019 | Arsenal                          | 3 – 2     | Vitória de Guimarães          | Emirates Stadium, Londres                     |
| 21:00                 | Martinelli 32' · Pépé 80', 90+3' | Relatório | Edwards 9' · Bruno Duarte 37' | Público: 60 195 Árbitro: NED Serdar Gözübüyük |

| 24 de outubro de 2019 | Eintracht Frankfurt           | 2 – 1     | Standard de Liège | Commerzbank-Arena, Frankfurt am Main          |
| 21:00                 | Abraham 28' · Hinteregger 73' | Relatório | Amallah 82'       | Público: 47 000 Árbitro: POL Daniel Stefanski |

| 6 de novembro de 2019 | Vitória de Guimarães | 1 – 1     | Arsenal     | Estádio D. Afonso Henriques, Guimarães     |
| 16:50                 | Bruno Duarte 90+1'   | Relatório | Mustafi 81' | Público: 17 822 Árbitro: TUR Halis Özkahya |

| 7 de novembro de 2019 | Standard de Liège                | 2 – 1     | Eintracht Frankfurt | Estádio de Sclessin, Liège             |
| 18:55                 | Vanheusden 56' · Lestienne 90+4' | Relatório | Kostić 65'          | Público: 15 952 Árbitro: SVN Matej Jug |

| 27 de novembro de 2019 | Vitória de Guimarães | 1 – 1     | Standard de Liège   | Estádio D. Afonso Henriques, Guimarães    |
| 16:50                  | André Pereira 45+1'  | Relatório | Lestienne 40' (Pen) | Público: 11 221 Árbitro: UKR Serhiy Boiko |

| 28 de novembro de 2019 | Arsenal          | 1 – 2     | Eintracht Frankfurt | Emirates Stadium, Londres                 |
| 21:00                  | Aubameyang 45+1' | Relatório | Kamada 55', 64'     | Público: 49 419 Árbitro: FRA Ruddy Buquet |

| 12 de dezembro de 2019 | Eintracht Frankfurt       | 2 – 3     | Vitória de Guimarães                       | Commerzbank-Arena, Frankfurt am Main           |
| 18:55                  | Da Costa 31' · Kamada 38' | Relatório | Rochinha 8' · Al Musrati 85' · Edwards 87' | Público: 47 000 Árbitro: LTU Gediminas Mažeika |

| 12 de dezembro de 2019 | Standard de Liège         | 2 – 2     | Arsenal                  | Estádio de Sclessin, Liège                  |
| 18:55                  | Bastien 47' · Amallah 69' | Relatório | Lacazette 78' · Saka 81' | Público: 21 797 Árbitro: SWE Andreas Ekberg |

#### Grupo G
| Pos. | Equipe     | Pts | J | V | E | D | GP | GC | SG |
| ---- | ---------- | --- | - | - | - | - | -- | -- | -- |
| 1    | Porto      | 10  | 6 | 3 | 1 | 2 | 8  | 9  | -1 |
| 2    | Rangers    | 9   | 6 | 2 | 3 | 1 | 8  | 6  | +2 |
| 3    | Young Boys | 8   | 6 | 2 | 2 | 2 | 8  | 7  | +1 |
| 4    | Feyenoord  | 5   | 6 | 1 | 2 | 3 | 7  | 9  | -2 |

|            | FCP | YBO | FEY | RAN |
| ---------- | --- | --- | --- | --- |
| Porto      |     | 2–1 | 3–2 | 1–1 |
| Young Boys | 1–2 |     | 2–0 | 2–1 |
| Feyenoord  | 2–0 | 1–1 |     | 2–2 |
| Rangers    | 2–0 | 1–1 | 1–0 |     |

| 19 de setembro de 2019 | Porto          | 2 – 1     | Young Boys      | Estádio do Dragão, Porto                      |
| 21:00                  | Soares 8', 29' | Relatório | Nsame 15' (pen) | Público: 32 929 Árbitro: LVA Andris Treimanis |

| 19 de setembro de 2019 | Rangers | 1 – 0     | Feyenoord | Ibrox Stadium, Glasgow                           |
| 21:00                  | Ojo 24' | Relatório |           | Público: 46 858 Árbitro: ESP Antonio Mateu Lahoz |

| 3 de outubro de 2019 | Feyenoord                    | 2 – 0     | Porto | Estádio De Kuip, Roterdã                    |
| 18:55                | Toornstra 49' · Karsdorp 80' | Relatório |       | Público: 41 000 Árbitro: RUS Sergei Karasev |

| 3 de outubro de 2019 | Young Boys                   | 2 – 1     | Rangers     | Stade de Suisse, Berna                              |
| 18:55                | Assalé 50' · Fassnacht 90+3' | Relatório | Morelos 44' | Público: 26 348 Árbitro: AUT Manuel Schuettengruber |

| 24 de outubro de 2019 | Young Boys                         | 2 – 0     | Feyenoord | Stade de Suisse, Berna                    |
| 18:55                 | Assalé 14' (pen) · Nsame 28' (pen) | Relatório |           | Público: 27 641 Árbitro: DEN Jakob Kehlet |

| 24 de outubro de 2019 | Porto    | 1 – 1     | Rangers     | Estádio do Dragão, Porto                      |
| 18:55                 | Díaz 36' | Relatório | Morelos 44' | Público: 31 307 Árbitro: MNE Nikola Dabanović |

| 7 de novembro de 2019 | Feyenoord          | 1 – 1     | Young Boys    | Estádio De Kuip, Roterdã               |
| 21:00                 | Berghuis 18' (Pen) | Relatório | Spielmann 71' | Público: 45 022 Árbitro: POL Pawel Gil |

| 7 de novembro de 2019 | Rangers                 | 2 – 0     | Porto | Ibrox Stadium, Glasgow                    |
| 21:00                 | Morelos 69' · Davis 73' | Relatório |       | Público: 49 645 Árbitro: ITA Davide Massa |

| 28 de novembro de 2019 | Young Boys   | 1 – 2     | Porto              | Stade de Suisse, Berna                    |
| 18:55                  | Fassnacht 6' | Relatório | Aboubakar 76', 79' | Público: 31 120 Árbitro: HUN Tamás Bognar |

| 28 de novembro de 2019 | Feyenoord                      | 2 – 2     | Rangers          | Estádio De Kuip, Roterdã                   |
| 18:55                  | Toornstra 33' · Sinisterra 68' | Relatório | Morelos 53', 65' | Público: 47 500 Árbitro: SVN Damir Skomina |

| 12 de dezembro de 2019 | Porto                                     | 3 – 2     | Feyenoord                   | Estádio do Dragão, Porto                   |
| 21:00                  | Díaz 14' · Malacia 16' (g.c) · Soares 34' | Relatório | Botteghin 19' · Larsson 22' | Público: 28 507 Árbitro: GER Deniz Aytekin |

| 12 de dezembro de 2019 | Rangers     | 1 – 1     | Young Boys        | Ibrox Stadium, Glasgow                   |
| 21:00                  | Morelos 30' | Relatório | Barišić 89' (g.c) | Público: 49 015 Árbitro: GER Felix Brych |

#### Grupo H
| Pos. | Equipe      | Pts | J | V | E | D | GP | GC | SG |
| ---- | ----------- | --- | - | - | - | - | -- | -- | -- |
| 1    | Espanyol    | 11  | 6 | 3 | 2 | 1 | 12 | 4  | +8 |
| 2    | Ludogorets  | 8   | 6 | 2 | 2 | 2 | 10 | 10 | 0  |
| 3    | Ferencváros | 7   | 6 | 1 | 4 | 1 | 5  | 7  | -2 |
| 4    | CSKA Moscou | 5   | 6 | 1 | 2 | 3 | 3  | 9  | -6 |

|             | CSK | LUD | ESP | FER |
| ----------- | --- | --- | --- | --- |
| CSKA Moscou |     | 1–1 | 0–2 | 0–1 |
| Ludogorets  | 5–1 |     | 0–1 | 1–1 |
| Espanyol    | 0–1 | 6–0 |     | 1–1 |
| Ferencváros | 0–0 | 0–3 | 2–2 |     |

| 19 de setembro de 2019 | Ludogorets                                              | 5 – 1     | CSKA Moscou | Ludogorets Arena, Razgrad                |
| 21:00                  | Wanderson 48' · Lukoki 50' · Keșerü 52', 68', 73' (pen) | Relatório | Diveyev 11' | Público: 8 423 Árbitro: BIH Irfan Peljto |

| 19 de setembro de 2019 | Espanyol   | 1 – 1     | Ferencváros           | RCDE Stadium, Cornellà de Llobregat           |
| 21:00                  | Vargas 60' | Relatório | Javi López 10' (g.c.) | Público: 18 125 Árbitro: MNE Nikola Dabanović |

| 3 de outubro de 2019 | Ferencváros | 0 – 3     | Ludogorets                          | Groupama Arena, Budapeste                       |
| 18:55                |             | Relatório | Lukoki 1' · Rafael Forster 40', 64' | Público: 16 163 Árbitro: POL Bartosz Frankowski |

| 3 de outubro de 2019 | CSKA Moscou | 0 – 2     | Espanyol                 | VEB Arena, Moscou                          |
| 18:55                |             | Relatório | Wu 64' · Campuzano 90+5' | Público: 22 288 Árbitro: TUR Ali Palabıyık |

| 24 de outubro de 2019 | CSKA Moscou | 0 – 1     | Ferencváros | VEB Arena, Moscou                       |
| 18:55                 |             | Relatório | Varga 86'   | Público: 18 518 Árbitro: CZE Pavel Orel |

| 24 de outubro de 2019 | Ludogorets | 0 – 1     | Espanyol      | Ludogorets Arena, Razgrad                   |
| 18:55                 |            | Relatório | Campuzano 13' | Público: 10 334 Árbitro: AZE Aliyar Aghayev |

| 7 de novembro de 2019 | Ferencváros | 0 – 0     | CSKA Moscou | Groupama Arena, Budapeste                       |
| 21:00                 |             | Relatório |             | Público: 18 153 Árbitro: MKD Aleksandar Stavrev |

| 7 de novembro de 2019 | Espanyol                                                                                     | 6 – 0     | Ludogorets | RCDE Stadium, Cornellà de Llobregat            |
| 21:00                 | Melendo 4' · Lluís López 19' · Vargas 36' (Pen) · Campuzano 52' · Pedrosa 73' · Ferreyra 76' | Relatório |            | Público: 13 963 Árbitro: FRA François Letexier |

| 28 de novembro de 2019 | CSKA Moscou | 1 – 1     | Ludogorets | VEB Arena, Moscou                         |
| 18:55                  | Chalov 76'  | Relatório | Keșerü 66' | Público: 12 948 Árbitro: DEN Jakob Kehlet |

| 28 de novembro de 2019 | Ferencváros                     | 2 – 2     | Espanyol                   | Groupama Arena, Budapeste                  |
| 18:55                  | Sigér 23' · Škvarka 90+1' (Pen) | Relatório | Melendo 31' · Darder 90+6' | Público: 19 111 Árbitro: POR Tiago Martins |

| 12 de dezembro de 2019 | Ludogorets | 1 – 1     | Ferencváros     | Ludogorets Arena, Razgrad             |
| 21:00                  | Lukoki 24' | Relatório | Signevich 90+5' | Público: 5 528 Árbitro: SVN Matej Jug |

| 12 de dezembro de 2019 | Espanyol | 0 – 1     | CSKA Moscou | RCDE Stadium, Cornellà de Llobregat     |
| 21:00                  |          | Relatório | Vlašić 84'  | Público: 10 615 Árbitro: NED Kevin Blom |

#### Grupo I
| Pos. | Equipe        | Pts | J | V | E | D | GP | GC | SG |
| ---- | ------------- | --- | - | - | - | - | -- | -- | -- |
| 1    | Gent          | 12  | 6 | 3 | 3 | 0 | 11 | 7  | +4 |
| 2    | Wolfsburg     | 11  | 6 | 3 | 2 | 1 | 9  | 7  | +2 |
| 3    | Saint-Étienne | 4   | 6 | 0 | 4 | 2 | 5  | 7  | –2 |
| 4    | Oleksandriya  | 3   | 6 | 0 | 3 | 3 | 6  | 10 | –4 |

|               | WOL | GNT | SET | OLE |
| ------------- | --- | --- | --- | --- |
| Wolfsburg     |     | 1–3 | 1–0 | 3–1 |
| Gent          | 2–2 |     | 3–2 | 2–1 |
| Saint-Étienne | 1–1 | 0–0 |     | 1–1 |
| Oleksandriya  | 0–1 | 1–1 | 2–2 |     |

| 19 de setembro de 2019 | Gent                              | 3 – 2     | Saint-Étienne                    | Ghelamco Arena, Gante                         |
| 21:00                  | David 2', 43' · Perrin 64' (g.c.) | Relatório | Khazri 38' · Kaminski 75' (g.c.) | Público: 14 928 Árbitro: ISR Roi Reinshreiber |

| 19 de setembro de 2019 | Wolfsburg                              | 3 – 1     | Oleksandriya | Volkswagen Arena, Wolfsburg                |
| 21:00                  | Arnold 20' · Mehmedi 24' · Brekalo 67' | Relatório | Banada 66'   | Público: 10 112 Árbitro: TUR Halis Özkahya |

| 3 de outubro de 2019 | Oleksandriya | 1 – 1     | Gent        | Arena Lviv, Lviv                      |
| 18:55                | Sitalo 60'   | Relatório | Depoitre 6' | Público: 7 588 Árbitro: DIN Jens Maae |

| 3 de outubro de 2019 | Saint-Étienne     | 1 – 1     | Wolfsburg   | Stade Geoffroy-Guichard, Saint-Étienne    |
| 18:55                | Kolodziejczak 13' | Relatório | William 15' | Público: 24 815 Árbitro: ING Craig Pawson |

| 24 de outubro de 2019 | Saint-Étienne    | 1 – 1     | Oleksandriya      | Stade Geoffroy-Guichard, Saint-Étienne   |
| 18:55                 | Gabriel Silva 8' | Relatório | Gabriel Silva 14' | Público: 28 573 Árbitro: NOR Espen Eskås |

| 24 de outubro de 2019 | Gent                 | 2 – 2     | Wolfsburg                | Ghelamco Arena, Gante                      |
| 18:55                 | Yaremchuk 41', 90+4' | Relatório | Weghorst 3' · Victor 24' | Público: 15 437 Árbitro: RUS Sergei Ivanov |

| 7 de novembro de 2019 | Oleksandriya                    | 2 – 2     | Saint-Étienne                 | Arena Lviv, Lviv                          |
| 21:00                 | Bezborodko 84' · Zaderaka 90+1' | Relatório | Khazri 24' (Pen) · Camara 72' | Público: 6 361 Árbitro: POR João Pinheiro |

| 7 de novembro de 2019 | Wolfsburg  | 1 – 3     | Gent                                              | Volkswagen Arena, Wolfsburg                      |
| 21:00                 | Victor 20' | Relatório | Yaremchuk 50' · Depoitre 65' · Ngadeu-Ngadjui 76' | Público: 11 620 Árbitro: ITA Massimiliano Irrati |

| 28 de novembro de 2019 | Saint-Étienne | 0 – 0     | Gent | Stade Geoffroy-Guichard, Saint-Étienne    |
| 18:55                  |               | Relatório |      | Público: 25 315 Árbitro: BIH Irfan Peljto |

| 28 de novembro de 2019 | Oleksandriya | 0 – 1     | Wolfsburg            | Arena Lviv, Lviv                                   |
| 18:55                  |              | Relatório | Weghorst 45+1' (Pen) | Público: 7 118 Árbitro: AUT Manuel Schuettengruber |

| 12 de dezembro de 2019 | Gent             | 2 – 1     | Oleksandriya       | Ghelamco Arena, Gante                      |
| 21:00                  | Depoitre 7', 16' | Relatório | Miroshnichenko 54' | Público: 13 156 Árbitro: ROU Radu Petrescu |

| 12 de dezembro de 2019 | Wolfsburg        | 1 – 0     | Saint-Étienne | Volkswagen Arena, Wolfsburg               |
| 21:00                  | Paulo Otávio 52' | Relatório |               | Público: 10 802 Árbitro: ENG Paul Tierney |

#### Grupo J
| Pos. | Equipe                   | Pts | J | V | E | D | GP | GC | SG |
| ---- | ------------------------ | --- | - | - | - | - | -- | -- | -- |
| 1    | İstanbul Başakşehir      | 10  | 6 | 3 | 1 | 1 | 7  | 9  | -2 |
| 2    | Roma                     | 9   | 6 | 2 | 3 | 1 | 12 | 6  | +6 |
| 3    | Borussia Mönchengladbach | 8   | 6 | 2 | 2 | 2 | 7  | 10 | -3 |
| 4    | Wolfsberger              | 5   | 6 | 1 | 2 | 3 | 7  | 8  | -1 |

|                          | ROM | BMG | IST | WAC |
| ------------------------ | --- | --- | --- | --- |
| Roma                     |     | 1–1 | 4–0 | 2–2 |
| Borussia Mönchengladbach | 2–1 |     | 1–2 | 0–4 |
| İstanbul Başakşehir      | 0–3 | 1–1 |     | 1–0 |
| Wolfsberger              | 1–1 | 0–1 | 0–3 |     |

| 19 de setembro de 2019 | Roma                                                                 | 4 – 0     | İstanbul Başakşehir | Estádio Olímpico, Roma                                |
| 21:00                  | Júnior Caiçara 42' (g.c.) · Džeko 58' · Zaniolo 71' · Kluivert 90+3' | Relatório |                     | Público: 21 348 Árbitro: ESP Javier Estrada Fernández |

| 19 de setembro de 2019 | Borussia Mönchengladbach | 0 – 4     | Wolfsberger                                     | Borussia-Park, Mönchengladbach            |
| 21:00                  |                          | Relatório | Weissman 13' · Leitgeb 31', 68' · Ritzmaier 41' | Público: 34 846 Árbitro: HUN Tamás Bognár |

| 3 de outubro de 2019 | Wolfsberger | 1 – 1     | Roma           | Liebenauer Stadium, Graz                   |
| 18:55                | Liendl 51'  | Relatório | Spinazzola 27' | Público: 11 169 Árbitro: POR Tiago Martins |

| 3 de outubro de 2019 | İstanbul Başakşehir | 1 – 1     | Borussia Mönchengladbach | Başakşehir Fatih Terim Stadium, Istambul   |
| 18:55                | Višća 55'           | Relatório | Herrmann 90+1'           | Público: 5 646 Árbitro: ING Stuart Attwell |

| 24 de outubro de 2019 | İstanbul Başakşehir | 1 – 0     | Wolfsberger | Başakşehir Fatih Terim Stadium, Istambul |
| 18:55                 | Kahveci 78'         | Relatório |             | Público: 4 101 Árbitro: BIH Irfan Peljto |

| 24 de outubro de 2019 | Roma        | 1 – 1     | Borussia Mönchengladbach | Estádio Olímpico, Roma                      |
| 18:55                 | Zaniolo 32' | Relatório | Stindl 90+5' (Pen)       | Público: 29 037 Árbitro: SCO William Collum |

| 7 de novembro de 2019 | Wolfsberger | 0 – 3     | İstanbul Başakşehir                 | Liebenauer Stadium, Graz                   |
| 21:00                 |             | Relatório | Višća 73' (Pen) · Crivelli 84', 87' | Público: 5 286 Árbitro: SUI Sandro Schärer |

| 7 de novembro de 2019 | Borussia Mönchengladbach        | 2 – 1     | Roma      | Borussia-Park, Mönchengladbach                 |
| 21:00                 | Fazio 35' (g.c.) · Thuram 90+5' | Relatório | Fazio 64' | Público: 44 570 Árbitro: ESP Jesús Gil Manzano |

| 28 de novembro de 2019 | İstanbul Başakşehir | 0 – 3     | Roma                                            | Başakşehir Fatih Terim Stadium, Istambul    |
| 18:55                  |                     | Relatório | Veretout 30' (Pen) · Kluivert 41' · Džeko 45+1' | Público: 12 879 Árbitro: ROU Ovidiu Haţegan |

| 28 de novembro de 2019 | Wolfsberger | 0 – 1     | Borussia Mönchengladbach | Liebenauer Stadium, Graz                      |
| 18:55                  |             | Relatório | Stindl 60'               | Público: 12 073 Árbitro: NED Serdar Gözübüyük |

| 12 de dezembro de 2019 | Roma                         | 2 – 2     | Wolfsberger                       | Estádio Olímpico, Roma                    |
| 21:00                  | Perotti 7' (Pen) · Džeko 19' | Relatório | Florenzi 10' (g.c) · Weissman 64' | Público: 21 672 Árbitro: ENG Craig Pawson |

| 12 de dezembro de 2019 | Borussia Mönchengladbach | 1 – 2     | İstanbul Başakşehir          | Borussia-Park, Mönchengladbach                  |
| 21:00                  | Thuram 33'               | Relatório | Kahveci 44' · Crivelli 90+1' | Público: 40 046 Árbitro: ESP José María Sánchez |

#### Grupo K
| Pos. | Equipe            | Pts | J | V | E | D | GP | GC | SG |
| ---- | ----------------- | --- | - | - | - | - | -- | -- | -- |
| 1    | Braga             | 14  | 6 | 4 | 2 | 0 | 15 | 9  | +6 |
| 2    | Wolverhampton     | 13  | 6 | 4 | 1 | 1 | 11 | 5  | +6 |
| 3    | Slovan Bratislava | 4   | 6 | 1 | 1 | 4 | 10 | 13 | -3 |
| 4    | Beşiktaş          | 3   | 6 | 1 | 0 | 5 | 6  | 15 | –9 |

|                   | BES | SCB | WOL | SBR |
| ----------------- | --- | --- | --- | --- |
| Beşiktaş          |     | 1–2 | 0–1 | 2–1 |
| Braga             | 3–1 |     | 3–3 | 2–2 |
| Wolverhampton     | 4–0 | 0–1 |     | 1–0 |
| Slovan Bratislava | 4–2 | 2–4 | 1–2 |     |

| 19 de setembro de 2019 | Slovan Bratislava                                  | 4 – 2     | Beşiktaş                                 | Tehelné pole, Bratislava                  |
| 21:00                  | Šporar 14', 58' · Ljubičić 90+3' · Rharsalla 90+4' | Relatório | Ljajić 29' (pen) · Bozhikov 45+1' (g.c.) | Público: 5 273 Árbitro: EST Kristo Tohver |

| 19 de setembro de 2019 | Wolverhampton | 0 – 1     | Braga             | Molineux Stadium, Wolverhampton           |
| 21:00                  |               | Relatório | Ricardo Horta 71' | Público: 28 314 Árbitro: DEN Jakob Kehlet |

| 3 de outubro de 2019 | Braga                        | 2 – 2     | Slovan Bratislava                     | Estádio Municipal de Braga, Braga            |
| 18:55                | Bruno Viana 31' · Galeno 63' | Relatório | Šporar 45+4' · Bruno Viana 87' (g.c.) | Público: 9 077 Árbitro: SUI Adrien Jaccottet |

| 3 de outubro de 2019 | Beşiktaş | 0 – 1     | Wolverhampton | Vodafone Park, Istambul                     |
| 18:55                |          | Relatório | Boly 90+3'    | Público: 22 670 Árbitro: AUS Harald Lechner |

| 24 de outubro de 2019 | Beşiktaş  | 1 – 2     | Braga                                  | Vodafone Park, Istambul                          |
| 18:55                 | Nayir 71' | Relatório | Ricardo Horta 38' · Wilson Eduardo 80' | Público: 20 956 Árbitro: ESP Alejandro Hernández |

| 24 de outubro de 2019 | Slovan Bratislava | 1 – 2     | Wolverhampton                 | Tehelné pole, Bratislava                         |
| 18:55                 | Šporar 11'        | Relatório | Saïss 58' · Jiménez 64' (Pen) | Público: 20 333 Árbitro: UKR Yevhenii Aranovskiy |

| 7 de novembro de 2019 | Braga                                  | 3 – 1     | Beşiktaş | Estádio Municipal de Braga, Braga             |
| 21:00                 | Paulinho 14', 37' · Wilson Eduardo 81' | Relatório | Boyd 29' | Público: 8 833 Árbitro: LTU Gediminas Mažeika |

| 7 de novembro de 2019 | Wolverhampton | 1 – 0     | Slovan Bratislava | Molineux Stadium, Wolverhampton          |
| 21:00                 | Jiménez 90+2' | Relatório |                   | Público: 29 789 Árbitro: NED Bas Nijhuis |

| 28 de novembro de 2019 | Beşiktaş                      | 2 – 1     | Slovan Bratislava | Vodafone Park, Istambul                  |
| 18:55                  | Roco 75' · Ljajić 90+2' (Pen) | Relatório | Daniel 35'        | Público: 11 526 Árbitro: ALB Enea Jorgji |

| 28 de novembro de 2019 | Braga                                          | 3 – 3     | Wolverhampton                          | Estádio Municipal de Braga, Braga             |
| 18:55                  | André Horta 6' · Paulinho 65' · Fransérgio 79' | Relatório | Jiménez 14' · Doherty 34' · Traoré 35' | Público: 12 058 Árbitro: BLR Aleksei Kulbakov |

| 12 de dezembro de 2019 | Slovan Bratislava          | 2 – 4     | Braga                                                               | Tehelné pole, Bratislava               |
| 21:00                  | Šporar 42' · Rharsalla 70' | Relatório | Rui Fonte 44' · Francisco 72' · Bozhikov 75' (g.c) · Paulinho 90+3' | Público: 10 856 Árbitro: POL Pawel Gil |

| 12 de dezembro de 2019 | Wolverhampton                             | 4 – 0     | Beşiktaş | Molineux Stadium, Wolverhampton               |
| 21:00                  | Diogo Jota 58', 63', 69' · Dendoncker 67' | Relatório |          | Público: 27 866 Árbitro: LVA Andris Treimanis |

#### Grupo L
| Pos. | Equipe            | Pts | J | V | E | D | GP | GC | SG  |
| ---- | ----------------- | --- | - | - | - | - | -- | -- | --- |
| 1    | Manchester United | 13  | 6 | 4 | 1 | 1 | 10 | 2  | +8  |
| 2    | AZ Alkmaar        | 9   | 6 | 2 | 3 | 1 | 15 | 8  | +7  |
| 3    | Partizan          | 8   | 6 | 2 | 2 | 2 | 10 | 10 | 0   |
| 4    | Astana            | 3   | 6 | 1 | 0 | 5 | 4  | 19 | -15 |

|                   | MUN | AST | PAR | ALZ |
| ----------------- | --- | --- | --- | --- |
| Manchester United |     | 1–0 | 3–0 | 4–0 |
| Astana            | 2–1 |     | 1–2 | 0–5 |
| Partizan          | 0–1 | 4–1 |     | 2–2 |
| AZ Alkmaar        | 0–0 | 6–0 | 2–2 |     |

| 19 de setembro de 2019 | Partizan              | 2 – 2     | AZ Alkmaar             | Estádio Partizan, Belgrado               |
| 21:00                  | Natkho 42' (pen), 61' | Relatório | Stengs 13' · Boadu 67' | Público: 22 564 Árbitro: ITA Marco Guida |

| 19 de setembro de 2019 | Manchester United | 1 – 0     | Astana | Old Trafford, Manchester                       |
| 21:00                  | Greenwood 73'     | Relatório |        | Público: 50 783 Árbitro: FRA François Letexier |

| 3 de outubro de 2019 | Astana           | 1 – 2     | Partizan       | Astana Arena, Nur-Sultã                        |
| 16:50                | Sigurjónsson 85' | Relatório | Sadiq 29', 73' | Público: 20 137 Árbitro: SUE Mohammed Al-Hakim |

| 3 de outubro de 2019 | AZ Alkmaar | 0 – 0     | Manchester United | Estádio Cars Jeans, Haia                       |
| 18:55                |            | Relatório |                   | Público: 13 863 Árbitro: LTU Gediminas Mažeika |

| 24 de outubro de 2019 | AZ Alkmaar                                                                               | 6 – 0     | Astana | Estádio Cars Jeans, Haia                |
| 18:55                 | Koopmeiners 39' (Pen), 83' (Pen) · Boadu 43' · Stengs 77' · Sugawara 85' · Idrissi 90+2' | Relatório |        | Público: 8 123 Árbitro: ALB Enea Jorgji |

| 24 de outubro de 2019 | Partizan | 0 – 1     | Manchester United | Estádio Partizan, Belgrado                            |
| 18:55                 |          | Relatório | Martial 43' (Pen) | Público: 25 627 Árbitro: ESP Xavier Estrada Fernandez |

| 7 de novembro de 2019 | Astana | 0 – 5     | AZ Alkmaar                                                   | Astana Arena, Nur-Sultã                                    |
| 16:50                 |        | Relatório | Boadu 29', 77' · Midtsjø 52' · Idrissi 57' · Hatzidiakos 76' | Público: 11 584 Árbitro: DEN Mads-Kristoffer Kristoffersen |

| 7 de novembro de 2019 | Manchester United                          | 3 – 0     | Partizan | Old Trafford, Manchester                        |
| 21:00                 | Greenwood 22' · Martial 33' · Rashford 49' | Relatório |          | Público: 62 955 Árbitro: FIN Mattias Gestranius |

| 28 de novembro de 2019 | Astana                   | 2 – 1     | Manchester United | Astana Arena, Nur-Sultã                     |
| 16:50                  | Shomko 55' · Bernard 62' | Relatório | Lingard 10'       | Público: 28 949 Árbitro: LTU Donatas Rumšas |

| 28 de novembro de 2019 | AZ Alkmaar        | 2 – 2     | Partizan               | Estádio Cars Jeans, Haia                     |
| 18:55                  | Druijf 88', 90+2' | Relatório | Asano 16' · Soumah 27' | Público: 9 092 Árbitro: POL Daniel Stefanski |

| 12 de dezembro de 2019 | Partizan                               | 4 – 1 | Astana      | Estádio Partizan, Belgrado              |
| 21:00                  | Soumah 4' · Sadiq 22', 76' · Asano 26' |       | Rotariu 79' | Público: 8 075 Árbitro: SVK Filip Glova |

| 12 de dezembro de 2019 | Manchester United                               | 4 – 0     | AZ Alkmaar | Old Trafford, Manchester                    |
| 21:00                  | Young 53' · Greenwood 58', 64' · Mata 62' (Pen) | Relatório |            | Público: 65 773 Árbitro: SUI Sandro Schärer |